# NGC 4347
NGC 4347 – gwiazda o jasności ok. 13m znajdująca się w gwiazdozbiorze Panny. Zaobserwował ją Christian Peters 5 maja 1881 roku i błędnie skatalogował jako obiekt typu „mgławicowego”. Rozważano też możliwość, że NGC 4347 może być błędnie pomierzoną obserwacją galaktyki NGC 4348. Niektóre katalogi i bazy obiektów astronomicznych pomijają obiekt NGC 4347 bądź uznają go za nieistniejący.